# Dand-Wa-Patan
Dand-Wa-Patan is een van de 11 districten van de provincie Paktiyā in Afghanistan. Dand-Wa-Patan heeft 15.000 inwoners. Het districtscentrum ligt in Dere Derang.

## Bestuurlijke indeling
Het district Dand-Wa-Patan is onderverdeeld in 29 plaatsen:
- Mirhasan
- Dere Derang
- Kematay
- Karoto Kalay
- Sarbadal Kholeh
- Ghunday
- Baghelgat
- Matwarkh
- Mazari Lgad
- Cirgi
- Wacha Lgada
- Marikhel
- Torikhel
- Sultak
- Tayara Lgada
- Hasankhel
- Shere Awnal
- Pesho Ghar
- Shepola
- Naray
- Patan
- Landay
- Kagina
- Danda
- Stya
- Naray Orja
- Sharkay
- Capare
- Naray Obeh

Ahmadabad · Chamkani · Dand-Wa-Patan · Gardez · Jaji · Jani Khel · Lija Ahmad Khel · Sayid Karam · Shwak · Wuza Zadran · Zurmat